# Cuốn sách của Eli
Cuốn sách của Eli (tiếng Anh: The Book of Eli) là một bộ phim hậu tận thế hành động neo-viễn Tây của Mỹ năm 2010 do anh em nhà Hughes đạo diễn và Gary Whitta viết kịch bản, có sự tham gia của Denzel Washington, Gary Oldman, Mila Kunis, Ray Stevenson và Jennifer Beals. Phim xoay quanh một người du mục tên là Eli trong thế giới hậu tận thế, ông được đồn đại là mang một bản sao của một cuốn sách bí ẩn đến một địa điểm an toàn ở Tây Duyên hải Hoa Kỳ. Lịch sử cuộc chiến hậu tận thế cũng như tầm quan trọng trong nhiệm vụ của Eli được giải thích trong chuyến hành trình của ông. Phim khởi chiếu ở Việt Nam vào ngày 28 tháng 5 năm 2010. Quá trình quay phim bắt đầu vào tháng 2 năm 2009 và diễn ra tại New Mexico.

## Nội dung
Ba mươi năm sau vụ thảm sát hạt nhân, người đàn ông tên Eli có chuyến hành trình đi bộ băng qua nước Mỹ hoang tàn. Anh có khả năng sinh tồn và kỹ năng chiến đấu điêu luyện, như là săn thú và tiêu diệt một băng cướp trên xa lộ. Đi tìm nước uống, Eli đến một thị trấn đứng đầu bởi ông trùm Carnegie, người đang muốn sở hữu một cuốn sách và cho thuộc hạ đi tìm nó nhưng không tìm ra.
Trong quán rượu, Eli chạm trán một nhóm côn đồ nhưng dễ dàng giết sạch chúng. Ấn tượng với kỹ năng của Eli, Carnegie mời Eli về làm việc cho hắn, nhưng Eli từ chối. Carnegie yêu cầu Eli ngủ lại đây một đêm. Carnegie cho người tình của hắn là Claudia mang thức ăn và nước cho Eli, con gái của cô ta là Solara bị bắt buộc phải quyến rũ Eli, nhưng Eli từ chối cô. Solara thấy Eli có một cuốn sách, anh đề nghị chia sẻ thức ăn với cô và bảo cô cầu nguyện trước khi ăn. Buổi sáng, Carnegie nhận ra Eli có cuốn sách mà hắn đang tìm kiếm, đó là cuốn Kinh Thánh.
Eli rời đi nhưng chạm trán Carnegie và đám thuộc hạ của hắn. Eli không muốn giao nộp cuốn sách, một trận đấu súng diễn ra, anh vẫn bình an vô sự trong khi nhiều tên côn đồ bị giết và Carnegie bị thương ở chân. Solara đuổi theo Eli và dẫn anh đến hầm chứa nước của thị trấn, cô hi vọng sẽ được đi cùng anh, nhưng anh nhốt cô bên trong hầm và tiếp tục lên đường một mình. Solara thoát ra và bị hai tên cướp phục kích, may mắn là Eli cứu mạng cô. Eli đồng ý cho Solara đi cùng mình. Eli giải thích về nhiệm vụ của anh: cuốn sách là bản sao cuối cùng của Kinh Thánh khi tất cả bản sao khác đã bị thiêu rụi trong cuộc chiến hạt nhân. Anh nói rằng một giọng nói trong đầu đã dẫn anh đến chỗ cuốn sách, anh phải đi về phía Tây để đưa nó đến nơi an toàn, trên đường đi anh sẽ được một phép màu kỳ diệu bảo vệ và hướng dẫn.
Eli và Solara dừng chân tại một căn nhà giữa hoang mạc. Khi nhận ra hai vợ chồng George và Martha là những kẻ ăn thịt người, Eli và Solara định rời đi nhưng băng đảng của Carnegie đã đến nơi. Một trận đấu súng diễn ra, George, Martha và nhiều tên côn đồ đã bị giết, Eli và Solara bị bắt giữ. Eli đồng ý giao nộp cuốn sách để Carnegie tha mạng cho Solara. Sau đó Carnegie bắn Eli và bỏ mặc anh ở lại hoang mạc. Solara thoát khỏi Carnegie, cô phá hủy một chiếc xe bằng lựu đạn và quay lại tìm Eli. Carnegie ra lệnh quay về thị trấn chứ không đuổi theo Solara.
Solara tìm thấy Eli, họ lái xe đến Cầu Cổng Vàng, chèo thuyền đến đảo Alcatraz, nơi họ thấy một nhóm người muốn bảo tồn văn học và âm nhạc của nhân loại. Eli nói với lính canh rằng anh có bản sao của Kinh Thánh. Khi vào bên trong tòa nhà, Eli được tiết lộ là bị mù và anh đọc lại toàn bộ Kinh Thánh từ trí nhớ của mình cho Lombardi, người đứng đầu khu bảo tồn, viết ra giấy.
Ở thị trấn, Carnegie mở Kinh Thánh ra thì phát hiện toàn là chữ Braille. Vết thương ở chân Carnegie đã bị nhiễm trùng huyết, và băng đảng của hắn đã suy yếu dẫn đến việc người dân nổi dậy chống lại hắn. Ở khu bảo tồn, Eli đã chết sau khi đọc xong Kinh Thánh. Cơ sở in sách bắt đầu sản xuất những bản sao của Kinh Thánh, và Lombardi đặt một cuốn vào giữa hai cuốn Tanakh và Qur’an trên kệ sách. Solara quyết định trở về nhà, cô mang theo cây mã tấu của Eli làm vũ khí tự vệ.